# ASCII

Există 95 de caractere ASCII care pot fi imprimate, numerotate de la 32 la 126.

ASCII (pronunțat ˈæski) este acronimul pentru American Standard Code for Information Interchange ("Codul Standard American pentru Schimbul de Informații"). ASCII reprezintă un sistem de codificare a caracterelor, bazat pe alfabetul englez. Codurile ASCII reprezintă caractere text pentru computere, echipamente de comunicație și echipamente care lucrează cu text. Majoritatea sistemelor moderne de codificare a caracterelor, care asigură reprezentarea mult mai multor caractere, se bazează pe ASCII.

## Istoric
Proiectarea sistemului ASCII a început în 1960. Prima ediție a standardului a fost publicată în 1963, o revizie majoră în 1967, iar cea mai recentă actualizare a avut loc în 1986. Astăzi, ASCII definește 128 de caractere, dintre care 33 sunt neimprimabile (majoritatea acestora sunt caractere de control învechite, care indică cum trebuie procesat textul propriu-zis), iar restul de 95 sunt imprimabile.
Setul de caractere ASCII conține 128 de caractere: litere mari și mici, numere, elemente de punctuație și coduri de control, cum ar fi grafemul ce marchează sfârșitul unei linii de text. Fiecare literă este reprezentată de un număr. De exemplu, litera A este reprezentată prin numărul 65, în timp ce pentru litera z este alocat numărul 122.

## Extensii
Există mai multe extensii ale standardului ASCII, descrise de standardele ISO 8859-x, unde x reprezintă un număr:
- ISO 8859-1 (Latin1) - cuprinde caracterele pentru limbile indo-europene apusene. ISO 8859-1 trebuie folosit cu grijă pentru că utilizatorii formatului CP1252 (WinLatin1) au deseori impresia că folosesc formatul ISO 8859-1.
- ISO 8859-2 (Latin2) - cuprinde limbile indo-europene răsăritene (dar nu limba româna).
- ISO 8859-3 (Latin3) - cuprinde limbile esperanto și malteză (și, în trecut, și limba turcă).
- ISO 8859-4 (Latin4) - cuprinde limbile baltice și laponă.
- ISO 8859-5 (Cyrillic) - cuprinde limbile bulgară, bielorusă, macedoneană, rusă, sârbă (și, în trecut, și limba ucraineană).
- ISO 8859-6 (Arabic) - cuprinde limba arabă (fără caracterele suplimentare pentru farsi și urdu).
- ISO 8859-7 (Greek) - cuprinde limba greacă modernă.
- ISO 8859-8 (Hebrew) - cuprinde limba ebraică.
- ISO 8859-9 (Latin5) - înlocuiește literele folosite numai în Islanda cu cele mai folosite în limba turcă.
- ISO 8859-10 (Latin6) - reorganizează formatul Latin4, pentru a fi mai util și pentru a putea acoperi întreaga regiune nordică.
- ISO 8859-11 (Thai) - cuprinde limba thailandeză.
- ISO 8859-12 - nu se folosește.
- ISO 8859-13 (Baltic Rim) - reorganizează și îmbunătățește formatele ISO 8859-4 și 8859-10.
- ISO 8859-14 (Latin8 sau Celtic) - cuprinde limbile galeză, gaelică și bretonă.
- ISO 8859-15 (Latin9, uneori, dar neofical ,Latin0) - reorganizează formatul Latin1, adăugând simbolul pentru euro.
- ISO 8859-16 (South-Eastern European) - cuprinde limbile albaneză, croată, maghiară, poloneză, română, și slovenă, dar și franceza, italiana și gaelica (ortografie nouă).